# Ehrhard Johann Brumhard
Ehrhard Johann(es) Brumhard (* 1692 in Coburg; † 10. Juli 1732 in Jena) war ein deutscher evangelischer Theologe und Pietist. Er stammte aus Franken und war einer der drei Söhne des Coburger Amtsverwesers Johann Benedikt Brumhardt. Während des Studiums hatte er u. a. Kontakt zu August Hermann Francke. So blieb es nicht aus, dass auch Ehrhard Johann sich dem Halleschen Pietismus näherte. Er hielt sich längere Zeit in Pölzig auf. In Jena, dem Wirkungsort seines Bruders Johann Sebastian Brumhard, erhielt er am 6. Februar 1729 eine Anstellung als Diakon an der Stadtkirche St. Michaelis in Jena. Aus diesem Anlass erschien Das Verschiedene Urtheil im Verlag Ritter in Druck. Er wirkte außerdem als Pfarrer in Wenigenjena bei Jena. Seine Predigten wurden von Jenaer Studenten recht häufig besucht. Nach seinem frühen Tod im Alter von 40 Jahren setzte sein Bruder Johann Sebastian Brumhard sein Wirken in den Studentenkreisen Jenas erfolgreich fort.

## Werke
Er gab mehrere Werke von Johann Franz Buddeus heraus, darunter Erbauliche Betrachtungen über die Epistel an die Römer, 1728.
| Personendaten    | Personendaten                                |
| ---------------- | -------------------------------------------- |
| NAME             | Brumhard, Ehrhard Johann                     |
| ALTERNATIVNAMEN  | Brumhard, Ehrhard Johannes                   |
| KURZBESCHREIBUNG | deutscher evangelischer Theologe und Pietist |
| GEBURTSDATUM     | 1692                                         |
| GEBURTSORT       | Coburg                                       |
| STERBEDATUM      | 10. Juli 1732                                |
| STERBEORT        | Jena                                         |